# Масгроув, Малком
Малком Кларк Масгроув (англ. Malcolm Musgrove; 8 июля 1933 — 14 сентября 2007) — английский футболист и футбольный тренер.

## Биография
Уроженец Лайнмаута, Нортамберленд, Масгроув начал играть в футбол в местной команде «Лайнмаут Коллиери». Затем был призван в армию. Проходил службу в Королевских ВВС, выступая за их футбольную команду. Также играл за молодёжную команду «Саннибэнк» из Абердина.
В декабре 1953 года подписал контракт с лондонским клубом «Вест Хэм Юнайтед», в котором стал профессиональным футболистом. Выступал на позиции левого вингера. Дебютировал за «молотобойцев» в лиге в 1954 году в матче против «Брентфорда». Выступал в клубе на протяжении десяти сезонов, сыграв 317 матчей и забив 98 мячей. В 1960 году получил награду «Молотобоец года» — приз лучшему игроку «Вест Хэм Юнайтед» в сезоне.
В 1962 году перешёл в «Лейтон Ориент», где и завершил карьеру игрока в 1966 году. В тот же период был председателем Профессиональной футбольной ассоциации (Professional Footballers' Association).
В 1968 году вошёл в тренерский штаб «Лестер Сити», став ассистентом главного тренера Фрэнка О’Фаррелла, вместе с которым он ранее играл за «Вест Хэм». По итогам сезона 1970/71 «Лестер Сити» стал чемпионом Второго дивизиона и вышел в Первый дивизион. В июне 1971 года О’Фаррелл был назначен главным тренером «Манчестер Юнайтед», а Масгроув стал его ассистентом. В декабре 1972 года после разгрома «Манчестер Юнайтед» от «Кристал Пэлас» со счётом 5:0 О’Фаррелл был уволен, Масгроув покинул клуб вместе с ним.
В январе 1973 года Масгроув был назначен главным тренером клуба «Торки Юнайтед». Находился на этом посту до 22 ноября 1976 года. В следующем году возглавил клуб Североамериканской футбольной лиги «Коннектикут Байсентенниалс». В 1978 году тренировал другой клуб из США, «Чикаго Стинг». Затем вернулся в Англию, где работал в тренерском штабе «Эксетер Сити» до 1984 года. После этого отправился на Ближний Восток, где работал физиотерапевтом в Футбольной федерации Катара.
Два года спустя вернулся в Англию и работал в тренерском штабе клуба «Плимут Аргайл», а затем в «Шрусбери Таун». Завершил тренерскую карьеру в 1998 году.
После завершения тренерской карьеры вернулся в Торки. У него была диагностирована болезнь Альцгеймера, из-за которой он умер 14 сентября 2007 года.

## Достижения
Вест Хэм Юнайтед
- Чемпион Второго дивизиона: 1957/58